# Juan Suescun
Juan Suescún (Medellín, Antioquia, Colombia, 22 de enero de 1991) es un futbolista colombiano. Juega como delantero.

## Clubes
| Club             | País     | Año         |
| ---------------- | -------- | ----------- |
| Envigado F. C.   | Colombia | 2009 - 2013 |
| Leones           | Colombia | 2014 - 2016 |
| Rionegro Águilas | Colombia | 2017        |